# Rose Lagercrantz
Rose Lagercrantz (née en 1947 à Stockholm) est une écrivaine suédoise.

## Biographie
Elle publie son premier livre en 1973. Ses œuvres ont été traduites en plusieurs langues, dont l'anglais, l'allemand, le coréen, le japonais, l'italien et le russe.

## Publications
- 1973 - Tullesommar
- 1974 - Tröst åt Pejter ; 
  - Une sirène pour Peter (Bibliothèque de l'amitié)
- 1995 – Flickan som inte ville kyssas ; 
  - Des baisers pour plus tard (La Martinière jeunesse)
- 2007 - Flickan som älskade potatis ; 
  - La Petite Fille qui aimait les pommes de terre (Oskar éditions)
- 2007 – Mysterium för utomjordingar
  - Un mystère pour les extraterrestres (L'École des loisirs)
- 2010 – (sv) Mitt lyckliga liv ; 
  - Ma vie heureuse (L'École des loisirs)
- 2012 – (sv) Om man ännu finns
- 2012 – (sv) Mitt hjärta hoppar och skrattar (illustré par Eva Eriksson) ; 
  - Mon cœur ravi (L'École des loisirs)
- 2012 – (sv) Födelsedagsbarnet (illustré par Rebecka Lagercrantz)
- 2013 – (sv) Julbarnet (illustré par Rebecka Lagercrantz)
- 2013 – (sv) Barnvakten (illustré par Rebecka Lagercrantz)
- 2014 – (sv)Sist jag var som lyckligast (illustré par Eva Eriksson) ; 
  - Finalement, c'était moi la plus heureuse (L'École des loisirs)
- 2015 – (sv) Livet enligt Dunne ; 
  - Tout pour toi (L'École des loisirs)
- 2016 - Vi ses när vi ses ; 
  -  On se revoit quand ? (L'École des loisirs)

## Prix et distinctions
- 1979 – Prix Astrid Lindgren[2]
- 1980 – Prix Nils-Holgersson
- 1988 – Expressens Heffaklump
- 1992 – Vi Magazine Literature Prize
- 1995 – Prix August